# Bagnanti della costa Brava
Bagnanti della Costa Brava (Bagnanti di Llané) è un dipinto a olio su cartone di 72 × 103 cm realizzato nel 1923 dal pittore spagnolo Salvador Dalí.
Fa parte di una collezione privata.
Il quadro è ispirato alle Bagnanti di Paul Cézanne e ai paesaggi marini di Georges-Pierre Seurat, di quest'ultimo riprende anche la tecnica pittorica: il "pointillisme".